# Sahuarita
Sahuarita ist ein Census-designated place am Santa Cruz River im Pima County des US-Bundesstaats Arizona.
Sahuarita hatte im Jahr 2020 laut US-Census 34.134 Einwohner auf einer Fläche von 39,4 km². Die Bevölkerungsdichte liegt bei 82,3/km². Sahuarita liegt an der Grenze zu Tucson an der Interstate 19. In Sahuarita liegt auch die Sahuarita Air Force Base.